# Велоспорт на літніх Олімпійських іграх 1896 — 12-годинна гонка
12-годинна гонка на велотреці серед чоловіків на Літніх Олімпійських іграх 1896 року пройшла 13 квітня. У перегонах взяли участь сім спортсменів з чотирьох країн. Це було останнє змагання, яке відбулося на Олімпіаді.

## Призери
| Золото                 | Срібло                            | Бронза |
| Адольф Шмаль · Австрія | Фредерік Кіпінг · Велика Британія | —      |

## Змагання
| Місце | Спортсмен                      | Час        |
| ----- | ------------------------------ | ---------- |
| 1     | Адольф Шмаль (AUT)             | 314.997 км |
| 2     | Фредерік Кіпінг (GBR)          | 314,664 км |
| —     | Нікос Ловердос (GRE)           | DNF        |
| —     | А. Тріфіатіс-Тріпіаріс (GRE)   | DNF        |
| —     | Йозеф Вельценбахер (GER)       | DNF        |
| —     | Константінос Константіну (GRE) | DNF        |
| —     | Георгіос Параскевопулос (GRE)  | DNF        |

Перегони проходили на велодромі «Нео Фалірон». Погода була найгіршою за всю Першу Олімпіаду, було холодно, вітряно та йшов дощ. Через погану погоду та монотонність перегонів, глядачів було дуже мало. Перегони розпочалися о п'ятій годині ранку, ще затемна та закінчилися о п'ятій вечора. Вже через три години у більшості спортсменів було видно ознаки виснаження. Опівдні вже було тільки три учасники, згодом останній грецький спортсмен, Нікос Ловердос, покинув змагання. Залишилися тільки австрієць Адольф Шмаль і британець Фредерік Кіпінг. Після 900-го кола Кіпінг почав відставати, на момент закінчення перегонів Шмаль випередив конкурента на коло, або навіть більше.